# Supercopa de Cataluña
La Supercopa de Cataluña (en catalán, Supercopa de Catalunya) es una competición regional de fútbol organizada por la Federación Catalana de Fútbol desde el 2014 y enfrenta a los mejores equipos catalanes de la Primera División de España en una final de  partido único.
Su precedente más cercano es la Copa Cataluña disputada desde 1984, la cual a través de campeonato a base de eliminatorias enfrentaba a diversos equipos de toda Cataluña.
Desde el 2012 que la FCF había pensado en crear esta competición, para incentivar el fútbol catalán, pero debido a diversos motivos como la falta de disponibilidad de los participantes, no se lograba llevar a cabo el objetivo. Finalmente en septiembre de 2014, se llega a un acuerdo entre los clubes para jugar la edición inaugural el 29 de octubre del mismo año, en la ciudad de Gerona.

## Historia

### Intento frustrado
El 11 de julio de 2012 es presentada oficialmente el nuevo formato que tomaría el fútbol catalán, con la Supercopa de Cataluña y la Copa Cataluña, con la participación de los directivos de la Federación Catalana de Fútbol, los presidentes de ambos clubes y  el presidente de la Generalidad Artur Mas. Esta modificaciones se realizaron con el objetivo de darle un mayor prestigio y relevancia a aquellas competencias. En la primera edición planteada, se jugaría la final en el Estadio Olímpico Lluís Companys el 31 de julio entre el F. C. Barcelona y el R. C. D. Espanyol, justo después de disputarse la final de la Copa Cataluña 2012 entre el Nàstic de Tarragona y el A.E.C. Manlleu.
A falta de cuatro días para la disputa de la final, la Federación Catalana de Fútbol emite un comunicado informando sobre la suspensión de ambas competiciones, todo se debió a que el F. C. Barcelona se negó a participar con su primera plantilla por un conflicto debido a su calendario, faltando al acuerdo para así darle más prestigio al torneo. Una nueva propuesta surgió para su realización el 26 de septiembre, pero tras largas conversaciones no se logra un acuerdo entre los clubes por lo que de manera definitiva se desestima la posibilidad de disputar la final.

### Inicio del torneo
No sería hasta el 4 de junio de 2014 cuando se genere un principio de acuerdo entre los clubes para la disputa de la Supercopa, la cual tomó un carácter oficial, por lo que ambos equipos deben acudir con sus primeras plantillas. Finalmente logra el esperado consenso y se fija la final para el 29 de octubre en el Municipal de Montilivi, Es presentada de manera oficial el 13 de octubre en el Palacio de la Generalidad con la presencia de los presidentes de los clubes junto a Artur Mas.

## Historial
| Edición    | Fecha                 | Sede                                   | Campeón                                             | Resultado                                           | Subcampeón                                          |
| ---------- | --------------------- | -------------------------------------- | --------------------------------------------------- | --------------------------------------------------- | --------------------------------------------------- |
| -          | 31 de julio de 2012   | Lluís Companys, Barcelona              | Suspendido (finalistas FC Barcelona y RCD Espanyol) | Suspendido (finalistas FC Barcelona y RCD Espanyol) | Suspendido (finalistas FC Barcelona y RCD Espanyol) |
| 1ª Edición | 29 de octubre de 2014 | Municipal de Montilivi, Gerona         | FC Barcelona                                        | 1-1 (4-2 pen.)                                      | RCD Espanyol                                        |
| 2ª Edición | 25 de octubre de 2016 | Nou Estadi, Tarragona                  | RCD Espanyol                                        | 1-0                                                 | FC Barcelona                                        |
| 3ª Edición | 7 de marzo de 2018    | Camp d'Esports, Lérida                 | FC Barcelona                                        | 0-0 (4-2 pen.)                                      | RCD Espanyol                                        |
| 4ª Edición | 6 de marzo de 2019    | Nova Creu Alta, Sabadell               | Girona FC                                           | 1-0                                                 | FC Barcelona                                        |
| -          | 2020                  | Suspendido por la pandemia de COVID-19 | Suspendido por la pandemia de COVID-19              | Suspendido por la pandemia de COVID-19              | Suspendido por la pandemia de COVID-19              |

## Palmarés
| Club                         | Títulos | Subcam. | Años campeón | Años subcampeón |
| ---------------------------- | ------- | ------- | ------------ | --------------- |
| Fútbol Club Barcelona        | 2       | 2       | 2014, 2018   | 2016, 2019      |
| Real Club Deportivo Espanyol | 1       | 2       | 2016         | 2014, 2018      |
| Girona Futbol Club           | 1       | 0       | 2019         |                 |